# Centro storico di Varsavia

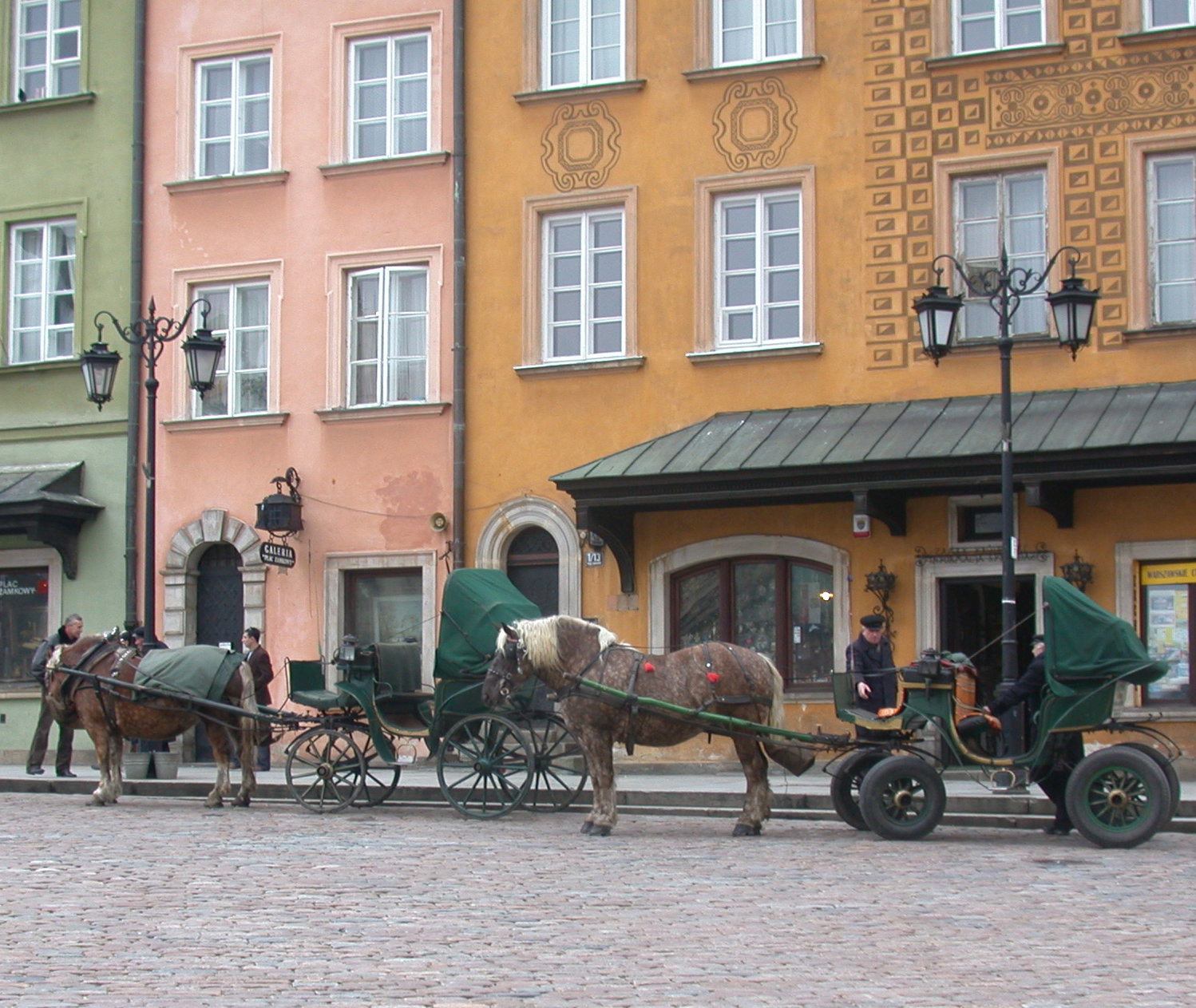
Case su piazza del Castello Reale, con carrozzelle.

Il centro storico di Varsavia (in polacco: Stare Miasto) è il più antico distretto della città.
La città, sorta intorno al castello, era circondata dalle mura cittadine, di cui resta il Barbacane (struttura difensiva dell'accesso al centro storico).

## Storia
Il nucleo più antico della città si stabilì nel XIII secolo presso un castello dei duchi di Masovia: inizialmente si trattava di un abitato con case per lo più in legno, fortificato con un terrapieno, che venne sostituito dalle mura in mattoni prima del 1339.
L'abitato era attraversato da una strada principale che collegava il castello a sud alla Città Nuova verso nord. Su di essa si aprì, probabilmente a partire dagli inizi del XIV secolo, il Rynek Starego Miasta. Vi si trovava al centro il municipio cittadino, costruito prima del 1429. La piazza venne sistemata nel 1701 e nel 1817 fu demolito il municipio.
Nel XIX secolo, con la rapida crescita della città, il distretto del centro storico perse di importanza e perse il ruolo di centro commerciale e amministrativo della città. Gli edifici furono in parte abbandonati, ovvero furono abitati dagli strati più poveri della popolazione.
Dopo la prima guerra mondiale, con il ritorno dell'indipendenza della Polonia si riprese ad aver cura del distretto. Nel 1918 il castello divenne la sede del presidente della Polonia. Negli anni trenta, il sindaco Stefan Starzyński intraprese lavori di restauro e mantenimento.
Durante la battaglia di Varsavia nel 1939, nell'ambito dell'invasione nazista della Polonia, il distretto fu danneggiato dai bombardamenti. Sotto l'occupazione tedesca alcuni edifici furono parzialmente ricostruiti ma, dopo la Rivolta di Varsavia del 1944, vi furono sistematiche distruzioni di rappresaglia da parte dell'esercito tedesco, che in particolare fece saltare il Castello Reale.
Dopo la guerra la città fu nuovamente ricostruita con cura, utilizzando il più possibile materiali originali, basandosi sui quadri di vedute di Bernardo Bellotto, del XVIII secolo o sui disegni degli studenti d'architettura.
Il centro storico di Varsavia è stato inserito nel 1980 tra i patrimoni dell'umanità dall'UNESCO.

## Luoghi d'interesse

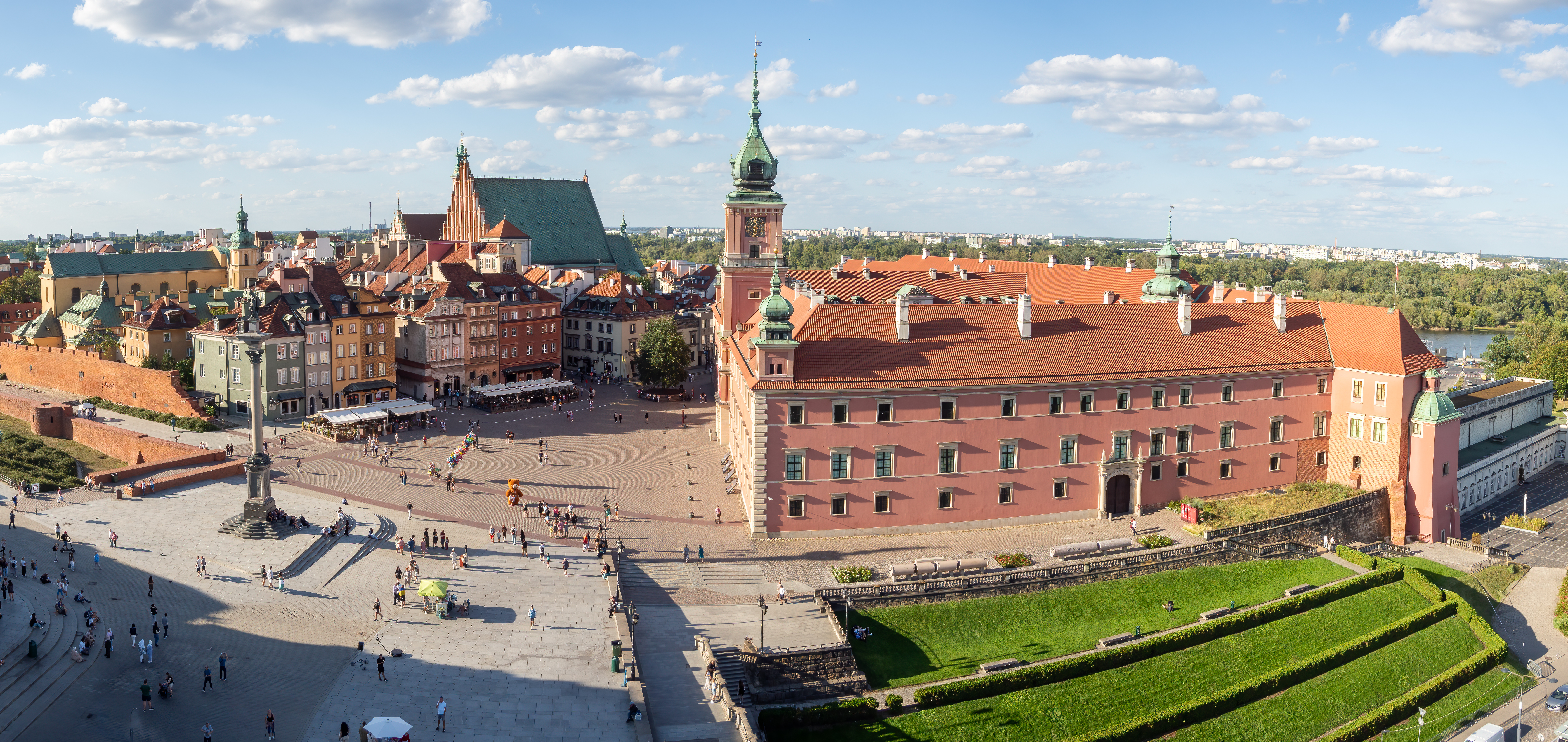
Panorama del centro storico

### Piazza del Castello Reale

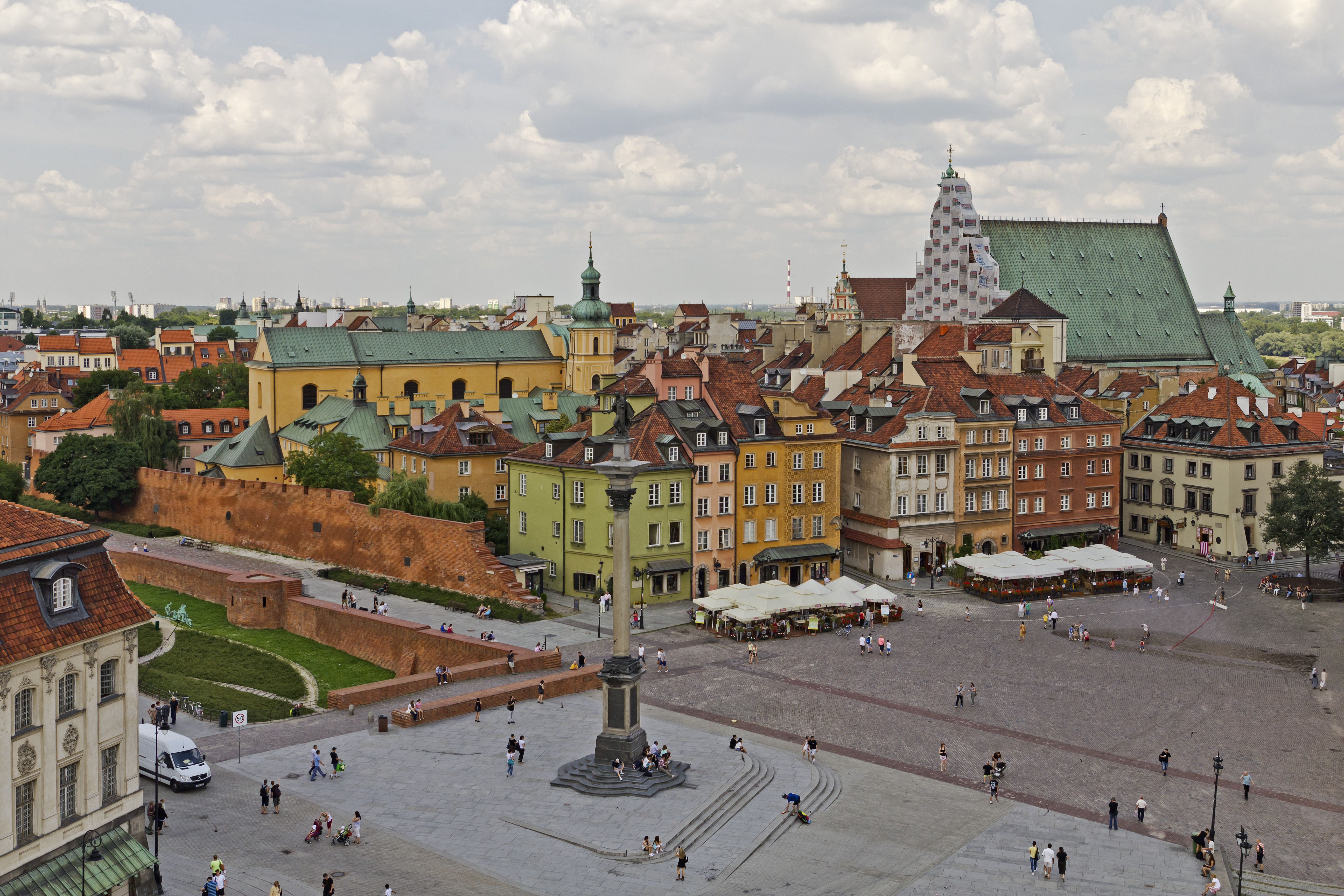
Piazza del Castello.

La piazza del Castello Reale fu progettata da Jakob Kubicki e sistemata tra il 1818 e il 1821 in corrispondenza dell'antico bastione esterno del Castello Reale. Per l'apertura della piazza fu demolito un isolato di case che si aprivano sul lato sud della scomparsa via Bernardyńska.
Il castello occupava il lato orientale della piazza, mentre sugli altri lati la piazza è circondata da case antiche, distrutte durante la seconda guerra mondiale e ricostruite nel dopoguerra, e dalle mura cittadine, con la scomparsa "porta di Cracovia" (Krakowska), principale accesso al centro storico dal lato meridionale. Dalla porta, un ponte del XV secolo ("Ponte gotico" o Most gotycki), di cui è stato scavato e recuperato un tratto, permetteva di oltrepassare il fossato del castello. Dalla piazza partiva inoltre la "Strada Reale", che conduceva alla residenza reale estiva del palazzo di Wilanów.
Sotto la piazza passa un tunnel moderno (Tunel Trasi W-Z), realizzato nel 1947-1949, che consente alla principale via di traffico in senso est-ovest di oltrepassare il centro storico. Vi confluisce il viale Solidarność (Aleja Solidarnośći) dal ponte Śląsko Dąbrowski 

### Colonna di Sigismondo

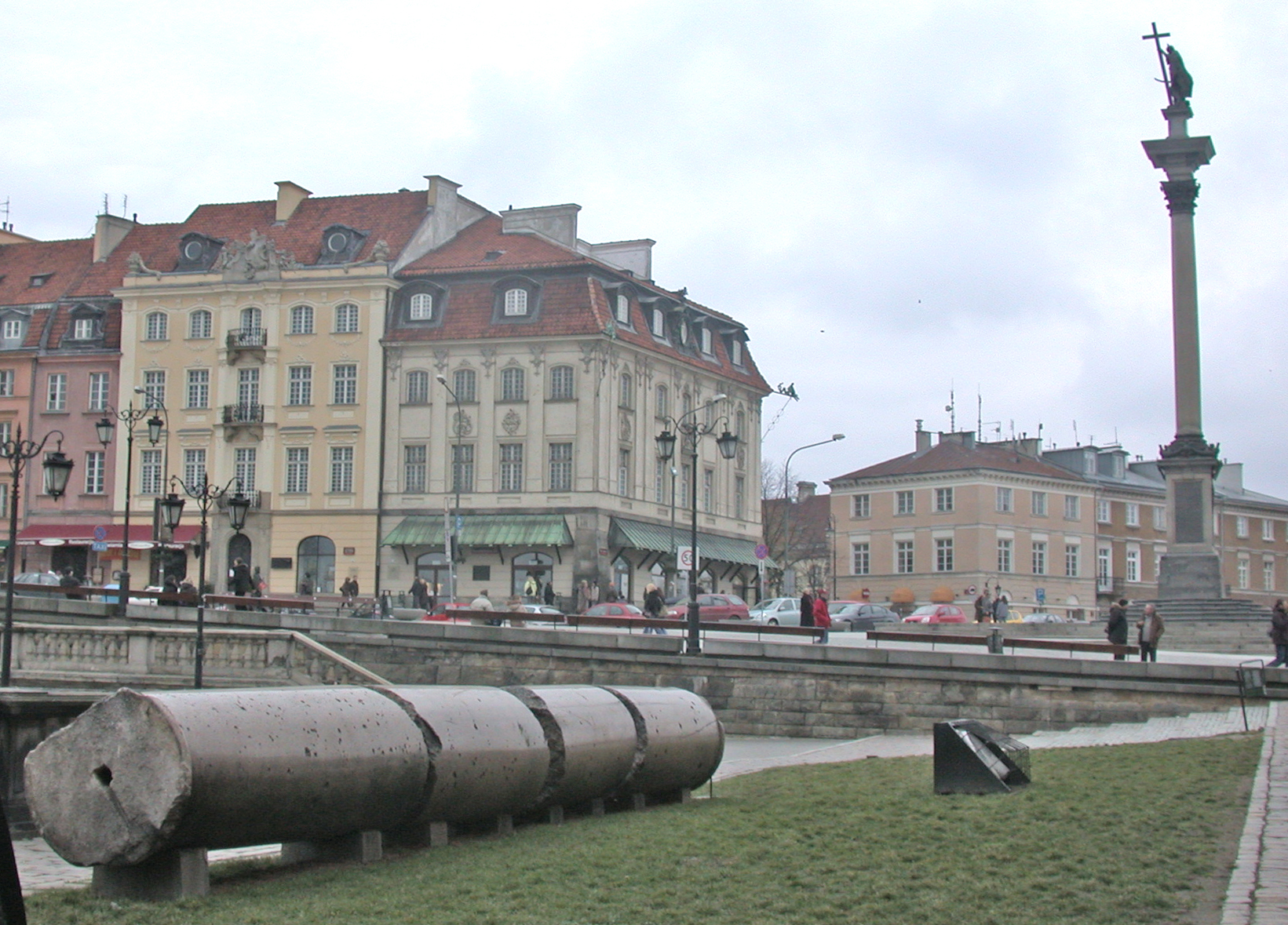
La "Colonna di Sigismondo" e uno dei fusti danneggiati e sostituiti.

Davanti alla facciata del Castello Reale si trova la "Colonna di Sigismondo" (Kolumna Zygmunta), eretta al centro della piazza in onore del re Sigismondo III Vasa nel 1644. Il monumento, alto 22 m, fu disegnato dagli architetti italiani Agostino Locci il Vecchio e Costante Tencalla e reca in cima una statua di bronzo del re, opera di Clemente Molli. La colonna venne sostituita più volte, in seguito ai danneggiamenti bellici, mentre la statua è ancora quella originale.

### Palazzo Pod Blachą

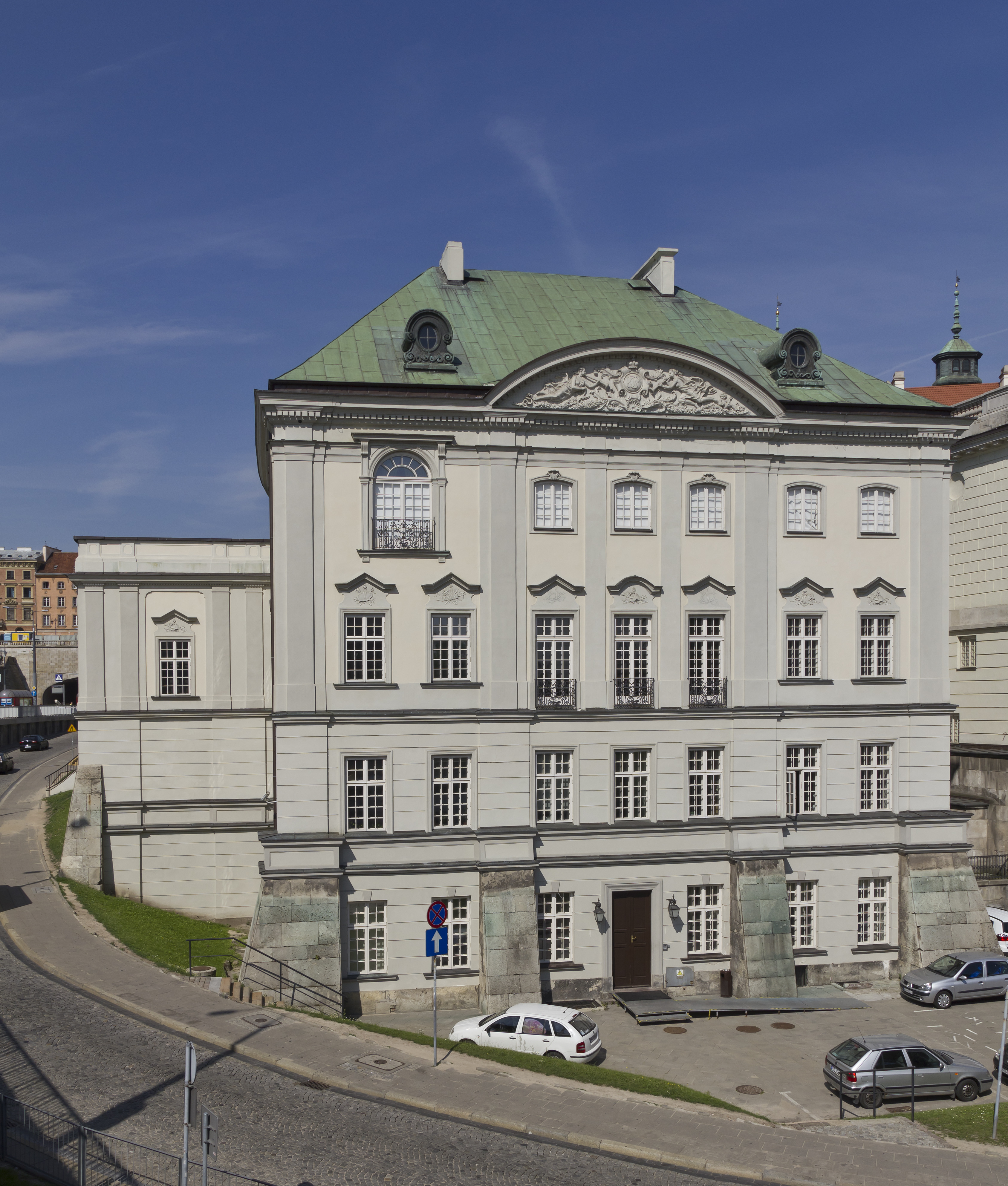
Palazzo Pod Blachą.

Il palazzo Pod Blachą (Płac Pod Blachą, con il significato di "palazzo sotto la lamina metallica"), sul fianco della collina su cui sorge il castello, verso il fiume, appartenne a diversi proprietari. Venne modificato in stile barocco nel 1721 per volere di Jerzy Dominik Lubomirski. Fu in seguito in possesso dell'ultimo re di Polonia, Stanislao Augusto Poniatowski, da cui passò al nipote Józef Poniatowski.
Venne restaurato nel 1932 e nelle sale interne furono installate pannelli decorativi realizzati per il castello da Domenico Merlini (1778-1780). Dal 1988 ospita parte delle collezioni del Castello Reale. 

### Vie centrali

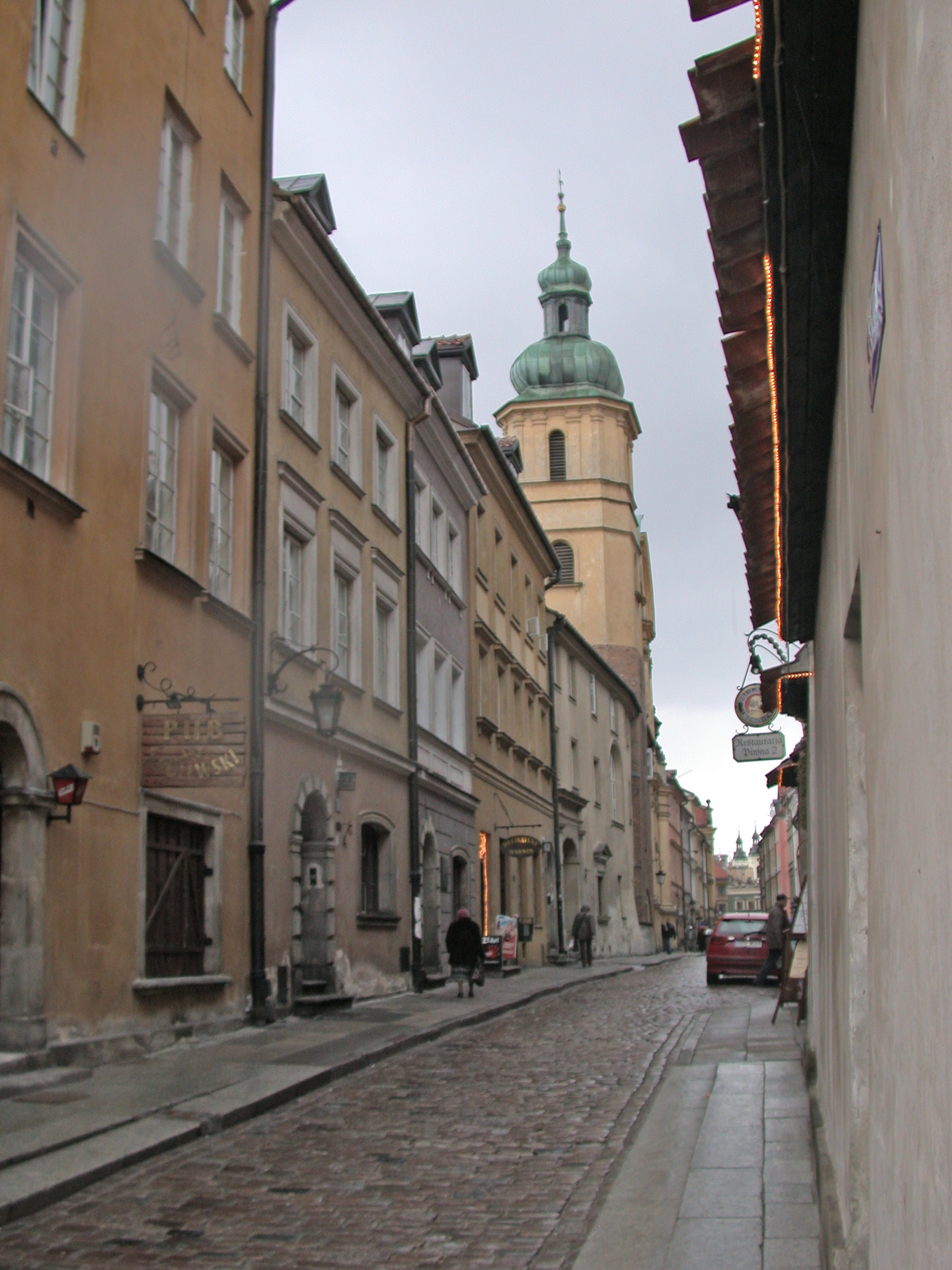
La via Piwna.

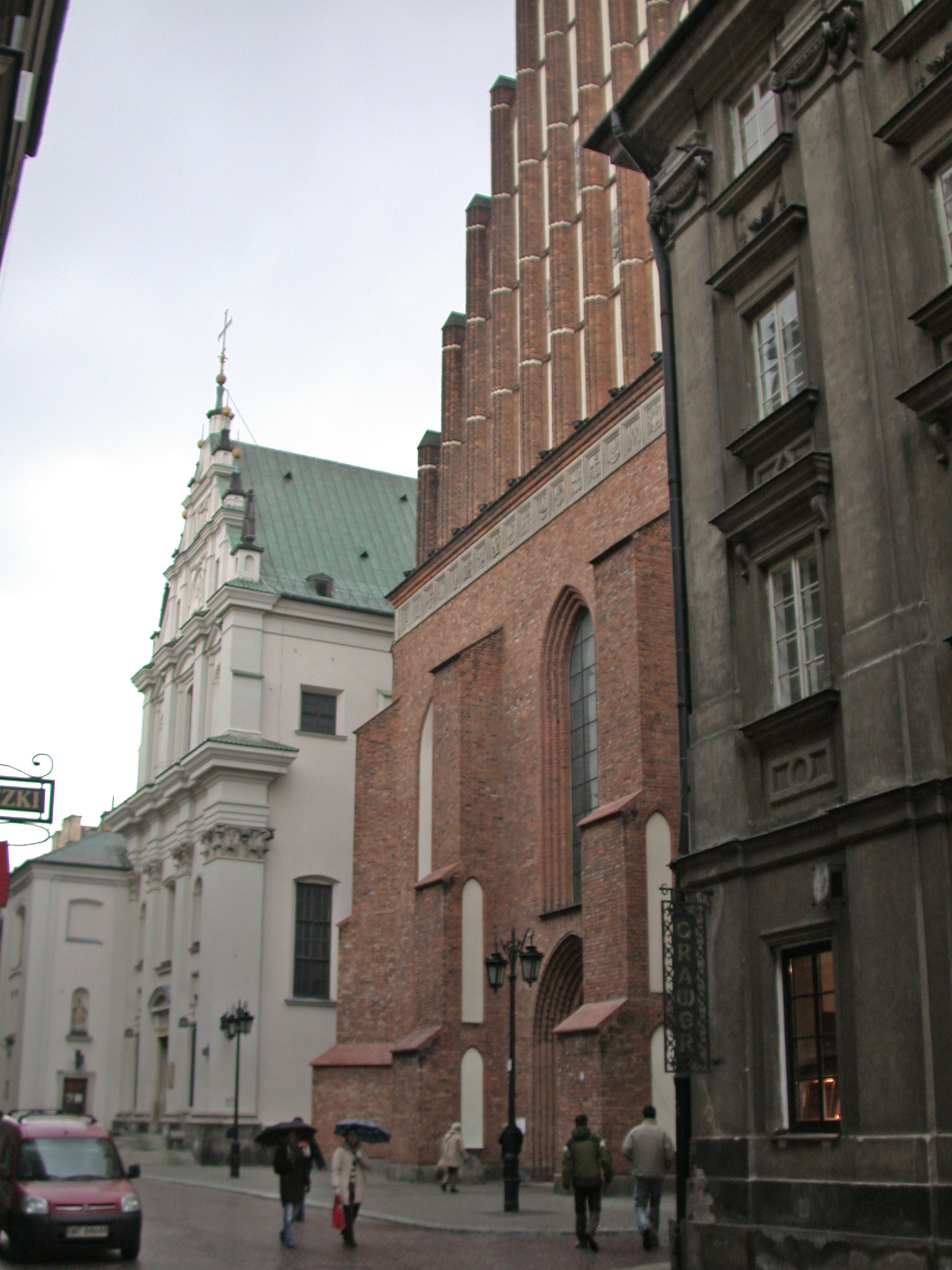
La via Świętojańska

Dalla piazza del Castello Reale si dipartono le vie che percorrono il centro storico in senso nord-sud: la via Piwna, nel XV secolo via di San Martino, dalla chiesa omonima, e la via Świętojańska, che si dirige verso il Rynek Starego Miasta e sulla quale si affacciano la cattedrale di San Giovanni e la chiesa gesuita di Santa Maria Misericordiosa.

### Cattedrale di San Giovanni

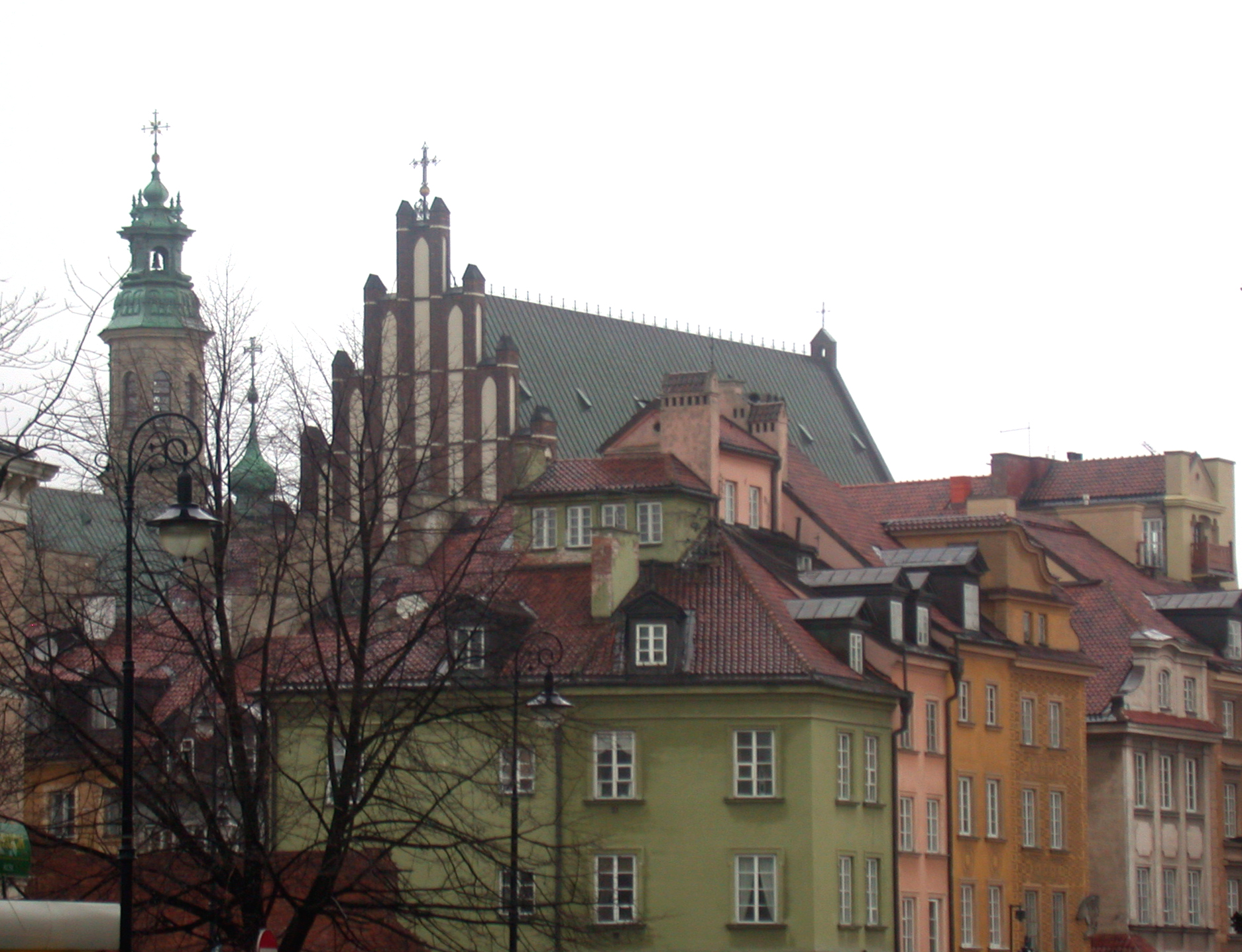
La cattedrale vista dalla piazza del Castello Reale

La cattedrale di San Giovanni (katedra Św. Jana), costruita come parrocchia e divenuta chiesa collegiata nel 1406, ebbe il rango di cattedrale a partire dal 1798 e fu ristrutturata nel 1836-1840 ad opera di Adam Idźkowski. Dopo le distruzioni belliche gli interventi ottocenteschi vennero eliminati.
All'interno ospita un crocifisso cinquecentesco, ritenuto miracoloso, la tomba degli ultimi due duchi di Masovia, il monumento funebre di Stanislaw Małachowski, su disegno di Bertel Thorwaldsen. Nella cripta è sepolto Gabriel Narutowicz, il primo presidente della Polonia, assassinato appena salito in carica.
Una galleria coperta collega la cattedrale direttamente con il Castello Reale.

### Chiesa della Madonna delle Grazie

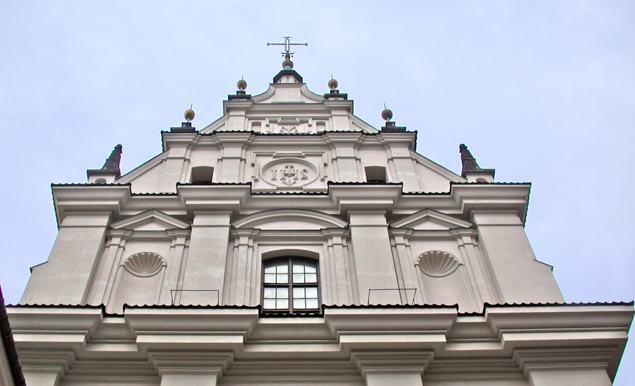
La parte superiore della facciata.

La chiesa della Madonna delle Grazie (kościół Matki Bozej Łaskawej) su via Świętojańska, a fianco della cattedrale, fu costruita nel 1621 per i gesuiti. Il monastero venne chiuso nel 1773, ma la chiesa rimase immutata sino alla distruzione nel 1944 e venne ricostruita nel dopoguerra con i progetti originali.

### Chiesa di San Martino

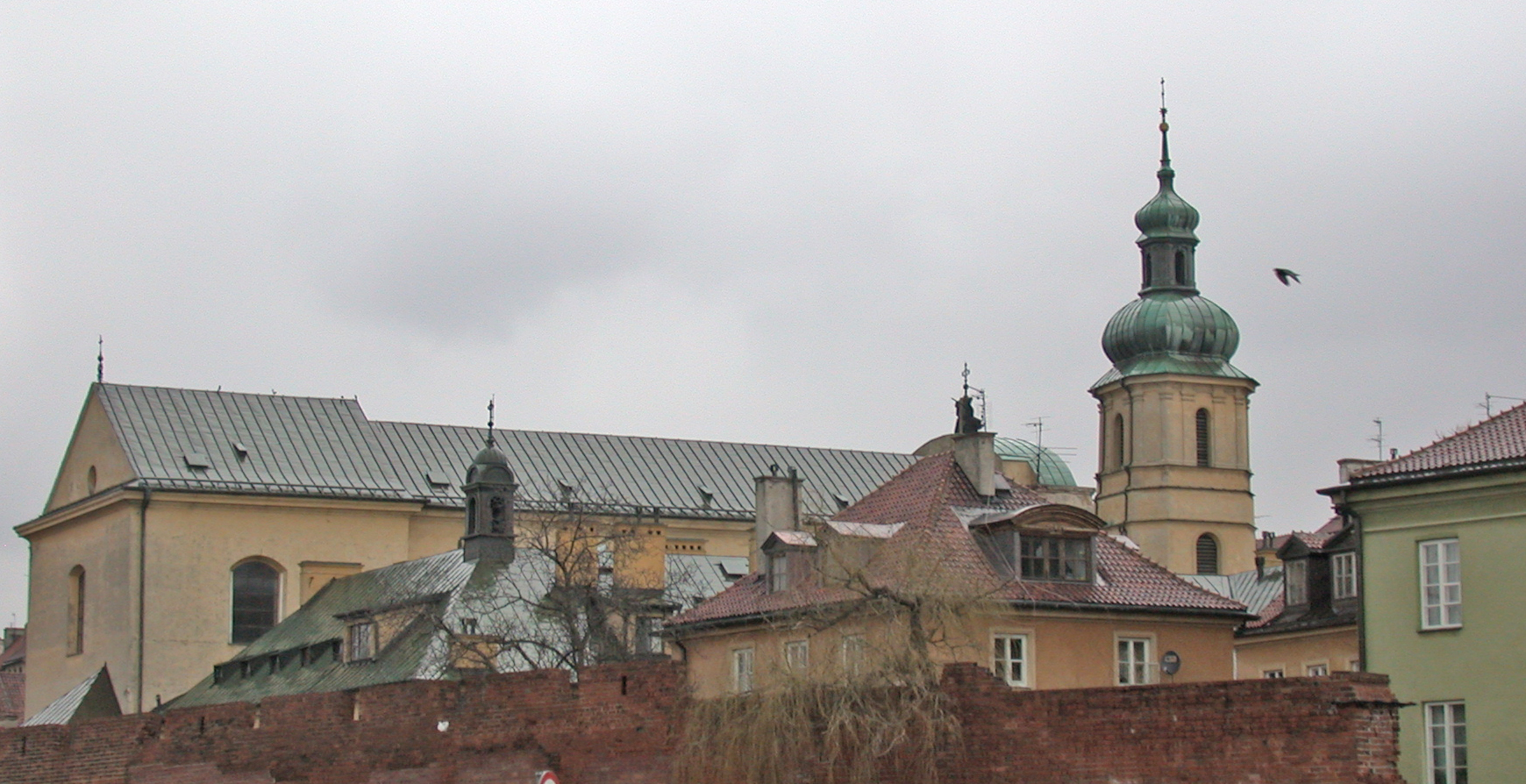
La chiesa di San Martino vista dalla piazza del Castello Reale

La chiesa di San Martino (kościół Św. Marcina), sulla via Piwna era stata originariamente costruita nel XV secolo e venne rimaneggiata in forme barocche tra il 1631 e il 1636 e nuovamente nel XVIII secolo su progetto del celebre architetto Karol Bay. Dopo le distruzioni della seconda guerra mondiale la chiesa venne ricostruita nella versione seicentesca.
Negli anni ottanta la chiesa fu sede delle riunioni clandestine di Solidarność.

### Rynek Starego Miasta

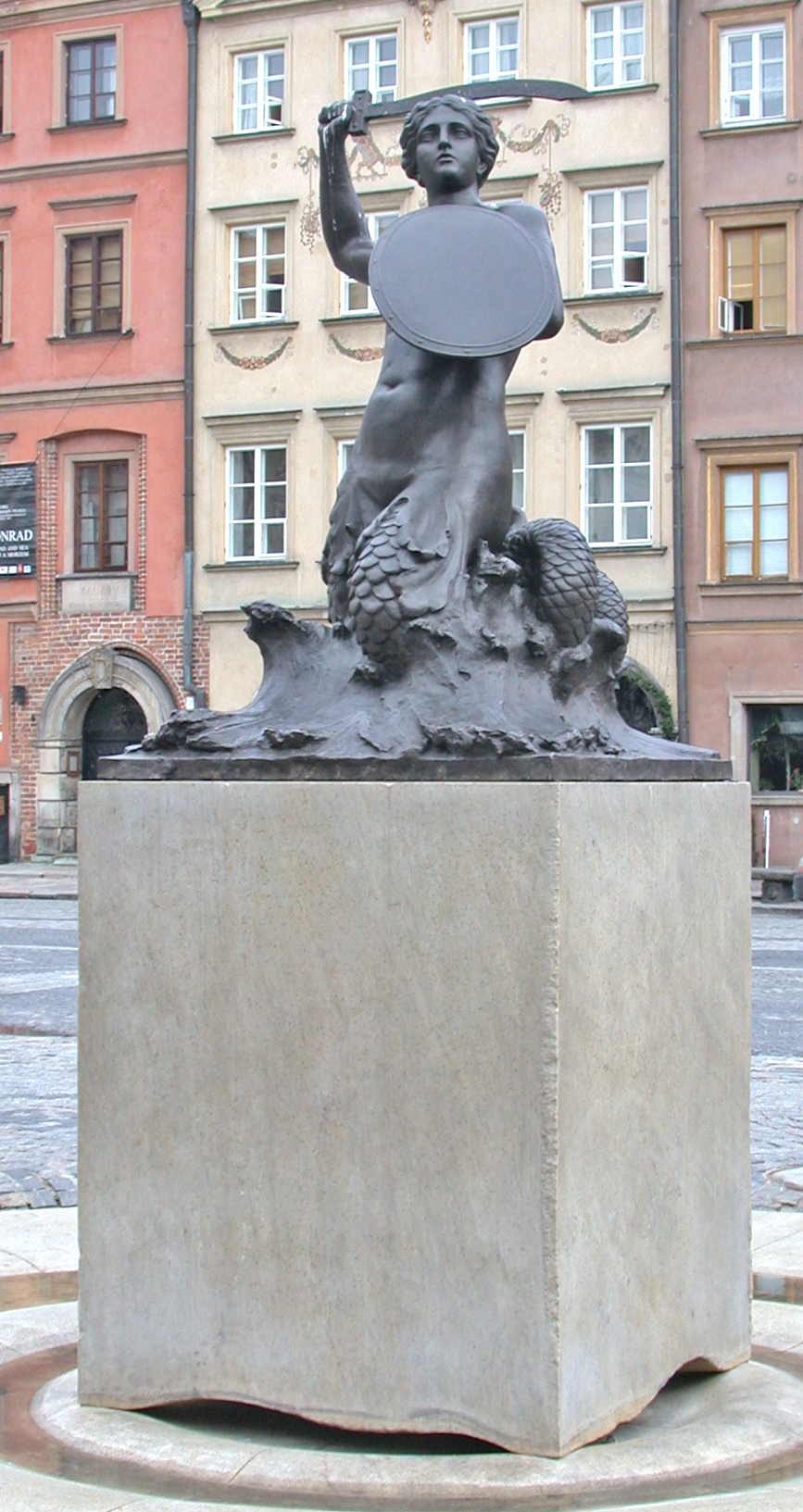
Il monumento della Sirena di Varsavia al centro del Rynek Starego Miasta

Le vie sfociano nel Rynek Starego Miasta, circondato da abitazioni sorte a partire dal XV secolo, con successive trasformazioni e ridecorazioni. Distrutte durante la seconda guerra mondiale, vennero ricostruite sulla base delle vecchie fotografie e testimonianze.

### Via Szeroki Dunaj

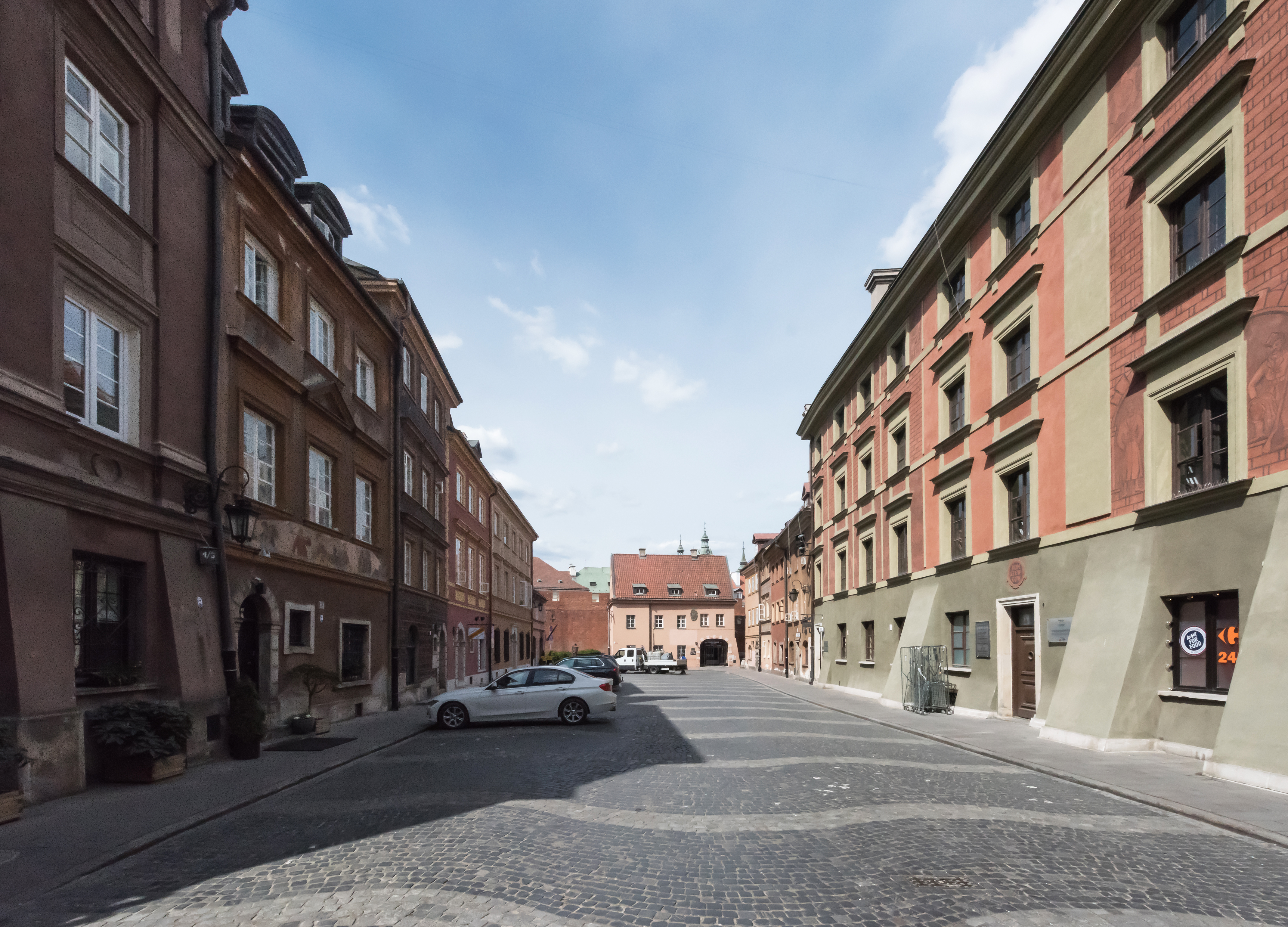
Via Szeroki Dunaj

All'estremità settentrionale delle mura, nei pressi del barbacane, la via Szeroki Dunaj prende il nome dal ruscello Dunaj che raccoglieva le acque della collina. Vi sorgeva una sinagoga, oggi scomparsa, e vi erano ospitate diverse attività artigianali.